# Hans Thunman
Johann (även Johannes eller Hans) Erich Thunmann, även Hans Thunman, född 23 augusti 1746 i Toresunds socken i Södermanland, död 17 december 1778, var en svensk lingvist, historiker och teolog. Han studerade i Strängnäs och Uppsala för att sedan lämna Sverige för studier i Greifswald. Han var filosofie professor i Halle från 1772.

## Begreppet "östeuropeer"
Thunman gjorde ingående studier om folkslagen i östra Europa. Han var den första författare som använde begreppet "östeuropeer" i en boktitel, i sin Untersuchungen über die Geschichte der östlichen europäischen Völker, 1774. Thunmans arbete fungerade som stöd för en liberal agenda för nationer utan nationalstat. Thunman var en av de vetenskapsmän som inte trodde att bulgarer är slaver, eller åtminstone inte "rena slaver". Han trodde av valaker är ättlingar till äldre thrakiska och dakiska stammar, eller geter. 1825, baserat även på Thunmans arbeten, publicerade Michail Pogodin sin avhandling om rusernas ursprung, vilken stödjer den normanistiska teorin inom rysk historia.

### Albaner
Thunman var en av de mest betydande tidiga författare som skrev om albaners språk och ursprung. De första seriösa försöken att presentera en vetenskaplig förklaring om albaners ursprung började med Thunman. Han menade att albaner, vid sidan av arumäner, var det i väst minst kända europeiska folkslaget med avseende på historia och språk. Thunman var den första akademiker som spred teorin om albanernas auktoktoni(en), och som framlade den illyriska teorin om albanernas ursprung. Thunman undersökte ursprunget till termen "Skipatar", den term albaner använder om sin egen etnicitet. 1774 återutgav Thunman ett lexikon på tre språk (albanska, grekiska och arumänska) som Theodor Kavalioti tidigare publicerat 1770, och lade till en latinsk översättning. Thunman trodde på en illyrisk-trakisk enhet.

## Skrifter i urval[2]
- Untersuchung über die alte Geschichte einiger nordischen Völker (1772)
- Untersuchung über die Geschichte der östlich. europ. Völker (1774)
- Über die Geschichte und Sprache der Albaner und der Wlachen (1774[19]) Hamburg: Buske. 1976. ISBN 978-3-87118-217-4. – nytryck
- Öfver den äldre nordiska skaldekonsten (1775)
- Om Amerikas upptäckande (1776)